# Gudrun Ensslin
Gudrun Ensslin (Bartholomä, Alemania, 15 de agosto de 1940 - Stuttgart-Stammheim, 18 de octubre de 1977) fue una de las fundadoras del grupo de extrema izquierda alemán Fracción del Ejército Rojo (Rote Armee Fraktion, abreviado RAF, también conocido como Banda Baader-Meinhof). Llegó a intervenir en cinco atentados diferentes. Ensslin tuvo una fuerte influencia en la política revolucionaria de Andreas Baader, convirtiéndose en la cabeza intelectual de la RAF. Mantenía una relación sentimental con el cofundador Baader. Gudrun Ensslin fue detenida en 1977, debido a la muerte de cuatro ciudadanos y condenada a cadena perpetua. Se suicidó en la prisión de Stammheim. Este hecho se conoce como la “Noche de la muerte de Stammheim”.

## Biografía

### Juventud
Gudrun nació en Bartholomä en el estado federado de Baden-Württemberg (Alemania), creció y vivió en la ciudad de Tuttlingen, Baden-Württemberg, siendo la cuarta de siete hijos. Su padre, Helmut Ensslin, fue pastor de una Iglesia Evangélica. Durante su infancia, Gudrun fue considerada una buena estudiante.[cita requerida]
Con dieciocho años de edad, Ensslin tuvo la oportunidad de vivir un año en los Estados Unidos de América. Finalizó el bachillerato en el “Instituto de la Fundación Reina Catalina” en Stuttgart. Entre 1960 y 1963 Gudrun comenzó los estudios de Filología alemana, Filología inglesa y Pedagogía, en la Universidad de Tübingen, donde conoció a Bernward Vesper, un activista de izquierda con quien, y junto a otros dos compañeros de estudios, inició un pequeño negocio de publicaciones llamado Studio neue Literatur. Entre otras obras, llegaron a publicar una antología de la poesía alemana Gegen den Tod (“Contra la muerte”), Stimmen deutscher Schriftsteller gegen die Atombombe (”Voces de escritores alemanes contra la bomba atómica“) y un tomo de poesía de Gerardo Diego. 
En el año 1964, realizó las oposiciones de profesora en la ciudad de Schwäbisch Gmünd. 
En 1965 Ensslin y Vesper se casaron y se fueron a vivir a Berlín Occidental, donde Gudrun continuó con sus estudios de Filología germánica y trabajó en el Doctorado de la Universidad Libre de Berlín (Freie Universität), con ayuda de una beca que le fue concedida por la Fundación de Estudios del Pueblo Alemán y que logró por mediación del escritor Hans Henny Jahn. 
En Berlín, el matrimonio se manifestó contra la carrera nuclear y la presencia de bases militares norteamericanas en Alemania. Asimismo apoyaron la candidatura de Willy Brandt como candidato a Canciller Federal, en el marco de la campaña electoral de 1965 del Partido Socialdemócrata Alemán. 
El 13 de mayo de 1967, nació el primer y único hijo de la pareja, Felix Robert, cuyo padrino fue Rudi Dutschke. No obstante, el matrimonio entre Ensslin y Vesper atravesaba una fuerte crisis y Ensslin dio mayor importancia a la militancia izquierdista que al hogar. En el verano de 1967, Gudrun Ensslin conoció a Andreas Baader y en febrero de 1968 se separó de Bernward Vesper. 
Ensslin participó en el corto experimental Das Abonnement (“La suscripción”), del director Ali Limonadi. La película fue rodada en 1967, tiene una duración de doce minutos y constituye una crítica al poder de los medios de comunicación en la Alemania de la década de los 1960. Gudrun interpreta el papel de una modelo fotográfica.
En junio de 1967 Ensslin participó en protestas políticas contra el Sha de Irán, quien estaba visitando Alemania en ese momento. Pese a que el Sha era visto por los otros gobiernos como un reformador, su régimen era conocido por ser brutal contra la oposición política y se decía que la Fuerza Policial del Estado (SAVAK) torturaba sistemáticamente a los detenidos políticos.

### Una líder de la RAF
A la llegada del Sha de Irán a Alemania, estallaron enfrentamientos entre partidarios y rivales del régimen iraní. Un joven estudiante alemán que nunca había participado en manifestaciones, llamado Benno Ohnesorg fue tiroteado en la nuca por un oficial de policía. La organización terrorista “Movimiento 2 de Junio”, la cual se convertiría en aliada de la RAF fue nombrada así en conmemoración a este evento. La noche siguiente, una furiosa Gudrun Ensslin denunciaba en un mitin político que el Gobierno alemán era un estado fascista.
El oficial de policía Karl-Heinz Kurras fue acusado del asesinato del estudiante y absuelto de cargos el 23 de noviembre de 1967, lo que causó una fuerte indignación pública. En enero de 1968, una enfurecida Gudrun dejó a su marido y a su hijo y junto a Andreas Baader, a quien había conocido en el verano de 1967, había decidido luchar contra el “sistema”. 
La noche del 2 de abril de 1968, estallaron dos incendios en unos grandes almacenes en Fráncfort del Meno. Baader, Ensslin, Thorwald Proll y Horst Söhnlein fueron arrestados tres días después y en octubre de 1968 fueron condenados a tres años en prisión siendo liberados por una apelación en junio de 1969 pero escaparon cuando la apelación fue rechazada. Baader fue arrestado el 3 de abril de 1970. Ensslin, Ulrike Meinhof, quien para ese momento era una periodista muy conocida por su polémica de izquierda junto a dos mujeres más lo ayudaron a escapar el 14 de mayo de 1970, en un tiroteo donde resultó herida una persona. Este fue el principio de una serie de crímenes violentos desatados por la RAF en toda Alemania. Ensslin se convirtió junto a los otros en una de las personas más buscadas en toda Alemania. Había recibido incluso entrenamiento terrorista en un campo de adiestramiento palestino en Jordania. Fue arrestada en una boutique el 8 de junio de 1972, en Hamburgo.

### Muerte

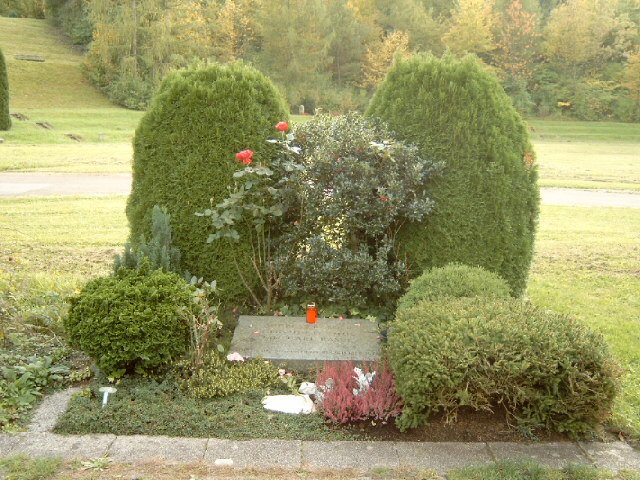
Tumba de Andreas Baader, Gudrun Ensslin y Jan-Carl Raspe en el Cementerio de Stuttgart.

Varios intentos por liberarla de prisión, por medio de secuestros realizados tanto por simpatizantes como por los llamados miembros de la segunda generación de la RAF, fracasaron. Uno fue el secuestro del empresario Hanns Martin Schleyer el 5 de septiembre de 1977. Cuando esto falló se llevó a cabo el secuestro del avión Landshut de Lufthansa, el 17 de octubre. Cuando el avión fue asaltado por una unidad antiterrorista alemana, Ensslin fue encontrada colgada en su celda, la mañana del 18 de octubre, mientras Schleyer fue ejecutado por la RAF en represalia. La muerte de Gudrun fue un suicidio, no obstante, simpatizantes y la miembro de la RAF, Irmgard Möller, la única superviviente de los presos en Stammheim, insisten que las muertes de los guerrilleros germanos fueron ejecuciones extrajudiciales del gobierno alemán. 
Ensslin está enterrada en el cementerio de Stuttgart junto a Andreas Baader y Jan-Carl Raspe.
Su nombre fue expresamente mencionado como digno de agradecimiento y respeto en la declaración final de disolución de la RAF, datada en marzo de 1998 y recibida por varias agencias de prensa el 20 de abril de 1998.

## Legado
La vida de Ensslin ha sido representada cinematográficamente en: Las hermanas alemanas (1981), Stammheim (1986), Die Reise (1986), Todesspiel (1997), Der Baader Meinhof Komplex (2009) y Si no nosotros, ¿quién? (2011).